# Mieza (Salamanca)
Mieza oder auch Mieza de la Ribera ist ein nordwestspanischer Ort und eine Gemeinde (municipio) mit 176 Einwohnern (Stand: 2024) in der Provinz Salamanca in der Autonomen Gemeinschaft Kastilien-León.

## Lage und Klima
Der Ort Mieza liegt hoch über dem Duero-Tal im äußersten Westen der Provinz Salamanca in einer Höhe von ca. 680 m in der kargen und felsigen Landschaft des Naturparks Arribes del Duero nahe der vom Fluss Duero gebildeten Grenze zu Portugal. Die Stadt Ledesma ist ca. 70 km (Fahrtstrecke) in östlicher Richtung entfernt; die Provinzhauptstadt Salamanca ist insgesamt knapp 100 km entfernt. Das Klima im Winter ist oft rau, im Sommer dagegen meist gemäßigt und warm; Regen (ca. 720 mm/Jahr) fällt überwiegend im Winterhalbjahr.

## Bevölkerungsentwicklung
| Jahr      | 1857  | 1900  | 1950  | 2000 | 2018 |
| Einwohner | 1.174 | 1.181 | 1.043 | 354  | 208  |

Infolge der Mechanisierung der Landwirtschaft sowie der Aufgabe von bäuerlichen Kleinbetrieben ist die Bevölkerungszahl seit der Mitte des 20. Jahrhunderts auf den derzeitigen Tiefststand zurückgegangen.

## Wirtschaft
Die Landwirtschaft, vor allem die Viehzucht, spielt traditionell die größte Rolle im Wirtschaftsleben des Ortes. Die Gemeinde gehört überdies zum Weinbaugebiet Arribes. Einnahmen aus dem Tourismus in Form der Vermietung von Ferienwohnungen (casas rurales) sind seit den letzten Jahrzehnten des 20. Jahrhunderts hinzugekommen.

## Geschichte
Der Ort war nach seiner Rückeroberung (reconquista) aus den Händen der Mauren und der anschließenden Wiederbevölkerung (repoblación) Grenzstadt zum rivalisierenden Königreich Portugal. Das Grenzgebiet wurde im Jahr 1296 vorübergehend vom portugiesischen König Dinis eingenommen. Während der Herrschaft der kastilischen Könige Alfonso XI., Pedro I. und Enrique II. bildeten sich unabhängige Grundherrschaften (señorios) heraus und der Ort wurde befestigt; seine Blütezeit erlebte er im 15. und 16. Jahrhundert.

## Sehenswürdigkeiten
- Die Iglesia de San Sebastian ist ein Bau des 17./18. Jahrhunderts, der einen mittelalterlichen Vorgängerbau ersetzt hat. Bemerkenswert ist die hochaufragende Westfassade mit ihrem dreigeteilten und von balusterähnlichen Zierobelisken gerahmten Glockengiebel (espadaña).

Umgebung
- Die Ermita del Santo Cristo del Humilladero befindet sich etwas außerhalb des Ortszentrums.
- In der Umgebung gibt es zahlreiche Wanderwege mit Aussichtspunkten über das Duero-Tal.[4]